# Маршан, Андре
Андре Маршан (фр. André Marchand; 10 февраля 1907, Экс-ан-Прованс — 29 декабря 1997) — французский живописец, график, книжный иллюстратор, сценический художник и дизайнер, представитель парижской школы.

## Жизнь и творчество
А. Маршан в 11-летнем возрасте потерял мать. В 13 лет у мальчика проявляется талант художника и он решает, несмотря на сопротивление семьи, стать живописцем. В 1926 году А. Маршан приезжает в Париж. Будучи художником-самоучкой, он в 1932 году выставляет свои картины в парижском Осеннем салоне, а в 1933 — в салоне Независимых. В этот период он создаёт выразительные реалистические полотна, где часто изображены человеческие фигуры на фоне различных пейзажей (например, Les Inconnus (1935-6; Париж, Центр Помпиду). В 1933 году А. Маршан совершает путешествие по Алжиру, посещает родной Прованс. Художник придерживается левых политических взглядов. Он — сторонник французского Народного фронта, и наряду с Синьяком, представляет французских художников на «Конгрессе коммунистической интеллигенции» в Москве.
А. Маршан является также автором театральных и балетных костюмов для ряда постановок 1930-х годов (например, балета «Провансальская сюита» Дариуса Мийо и оперы «Мирейль» Ш. Гуно для Парижской оперы).
В период с 1933 по 1937 год художник пишет графическую серию — рисунки, вдохновлённые творчеством Ж.-О. Д. Энгра. В то же время он не порывает и с живописью, создавая пейзажи, натюрморты, а также абстрактные полотна. В 1937 А. Маршану присуждается премия Поля-Гийома. В 1943 году он был одним из основателей в Париже антифашистского Майского салона.
После окончания Второй мировой войны художник много путешествует — посещает Италию (1950), Мексику и Гватемалу (1967), подолгу живёт на юге Франции и на острове Бель-Иль. В этот период он создаёт множество пейзажей и натюрмортов, занимается иллюстрацией литературных произведений.